# Steven Adler
Steven Adler (Michael Coletti; Cleveland, Ohio, 22 de enero de 1965) es un baterista estadounidense, conocido especialmente por su trabajo con la popular agrupación estadounidense Guns N' Roses. Con dicha banda grabó el álbum Appetite for Destruction, uno de los discos más vendidos de la historia (33 millones de copias) y G N' R Lies.
Ocupa el puesto número 98 de la lista de "los 100 mejores bateristas de la historia", elaborada por Rolling Stone.

## Biografía

### Inicios
Steven Adler nació bajo el nombre de Michael Coletti en Cleveland, Ohio, el 22 de enero de 1965, de un padre italo-americano, Michael Coletti, y de una madre americana de confesión judía, Deanna. Tras el divorcio de sus padres, marcha con su madre a Los Ángeles. Para respetar la regla judía que impide nombrar a los hijos con el nombre del padre, su madre le pone el nombre de Steven, y más tarde toma el apellido del nuevo marido de su madre, Melvin Adler. Tiene un hermano mayor, Kenny, y una hermana menor, Jamie. Steven Adler creció en el Valle de San Fernando hasta la edad de 13 años. Después vive con sus abuelos en Hollywood. Conoce al futuro guitarrista líder de Guns N' Roses, Slash, en el colegio Bancroft Junior High. Esto pasó una tarde cuando Steven andaba en patineta y tras una caída, Slash se le acercó en su bicicleta para ver si se encontraba bien. Ese mismo día —según comenta Slash en una entrevista— Steven le mostró unos acordes en su vieja guitarra y despertó el amor de Slash por la guitarra.

### Guns N' Roses
Juntos formaron una banda llamada Road Crew, y al disolverse ésta, Adler y Slash fueron llamados para integrar Guns N' Roses, ya que Tracii Guns y Rob Gardner continuaron con L.A. Guns. Steven Adler tocó la batería en los álbumes Appetite for Destruction, G N' R Lies y en un mini LP con su propio sello discográfico UZI Suicide, titulado Live ?!*@ Like a Suicide.
Los problemas por drogas en el interior de la banda se agravaron. Steven no puede tocar la batería durante los ensayos debido a sus fuertes adicciones a la heroína y a la cocaína. A pesar de ser avisado por sus compañeros para que frenase su adicción, Steven continúa drogándose, lo que fue el motivo de su expulsión del grupo en 1990. Fue sustituido por Matt Sorum, baterista que también había colaborado con The Cult. Adler siguió consumiendo drogas hasta sufrir un infarto (que le dejó secuelas en el habla) tras consumir speedball.
En octubre de 1991 Steven impone un juicio a la banda aduciendo que no era el único que se drogaba en los tiempos en que había sido expulsado y que el resto de los integrantes también lo hacían. Además afirmaba que era uno de los dueños del nombre Guns N’ Roses, por lo cual le correspondían derechos de ingreso. Un año más tarde Steven gana el juicio, con lo cual el juez dicta que cada integrante le abone una suma de dinero. Dicha suma llegaría a una cantidad total de dos millones y medio de dólares. Con esto Steven quedaría totalmente fuera del grupo.

### Adler's Appetite
Tras casi dos décadas de lucha contra su adicción a la heroína, formó la banda Adler's Appetite. Posteriormente escribió un libro autobiográfico con la ayuda de su madre, el cual lleva por nombre My Appetite for Destruction: Sex, and Drugs, and Guns N' Roses. El libro salió a la venta el 27 de julio de 2010.
En marzo de 2009, Adler anunció que tocaría en una de las canciones de Slash, primer álbum en solitario de su amigo Slash. El disco de Slash que cuenta con la participación de numerosas estrellas del rock salió a la venta en marzo de 2010. El tema en el que participó Steven Adler se titula "Baby Can't Drive" y es interpretado por Alice Cooper y Nicole Scherzinger con colaboración de Flea. El 22 de noviembre de 2009, Steven Adler tocó la canción "Paradise City" junto a Slash y Duff McKagan en Los Ángeles. En septiembre de 2010 anunció una gira por Latinoamérica en la que se incluyeron a países como Argentina, Chile, Colombia, Perú y Brasil.

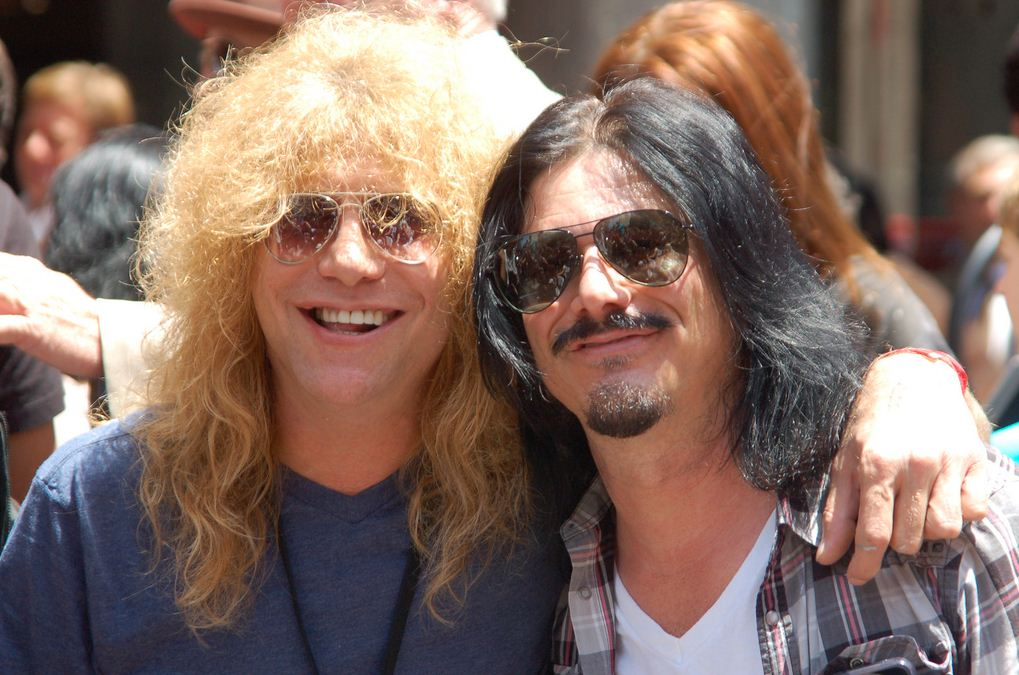
Adler junto al guitarrista Gilby Clarke en 2012.

El 14 de abril de 2012 Adler tocó junto a sus excompañeros Slash, Duff McKagan, Gilby Clarke y Matt Sorum durante la inclusión de Guns N' Roses al Salón de la Fama del Rock and Roll. Interpretaron éxitos como "Paradise City", "Sweet Child O' Mine" y "Mr. Brownstone". El 6 de julio de 2016 en Cincinnati, durante la gira Not in This Lifetime... Tour, Adler subió al escenario con Guns N' Roses por primera vez desde 1990. Interpretó las canciones "Out Ta Get Me" y "My Michelle".

### Adler
Tras disolver Adler's Appetite, Steven formó una nueva banda en marzo de 2012, junto al vocalista Jacob Bunton, el guitarrista Lonny Paul y el bajista Johnny Martin. El grupo se registra con el nombre Adler, y ese mismo año lanzan su primer álbum de estudio, Back from the Dead, en el que colaboran el artista John 5 y el excompañero de Adler, Slash. Con canciones como "The One That You Hated" o "Back from the Dead", el álbum destaca por un sonido contemporáneo y más distinguido que los anteriores trabajos del baterista.
En 2018 volvió a los escenarios como “Steven Adler of GN'R", haciendo una gira para celebrar el 30 aniversario de Appetite For Destruction con la que hoy en día sigue.

## Controversia
En el año 1998 no admitió ninguna respuesta a dos cargos de ataques a dos mujeres diferentes en incidentes separados de violencia doméstica. Fue sentenciado a 150 días de prisión y tres años de libertad condicional, con la condición de someterse a un año de asesoramiento sobre violencia doméstica y la prohibición de usar drogas ilegales.

## Discografía

### Guns N' Roses
- Appetite for Destruction (1987)
- G N' R Lies (1988)
- Use Your Illusion II (1991; batería en la canción "Civil War")

### Adler's Appetite
- Adler's Appetite (2005)
- Alive (2012)

### Adler
- Back from the Dead (2012)